# Juan de Mañara

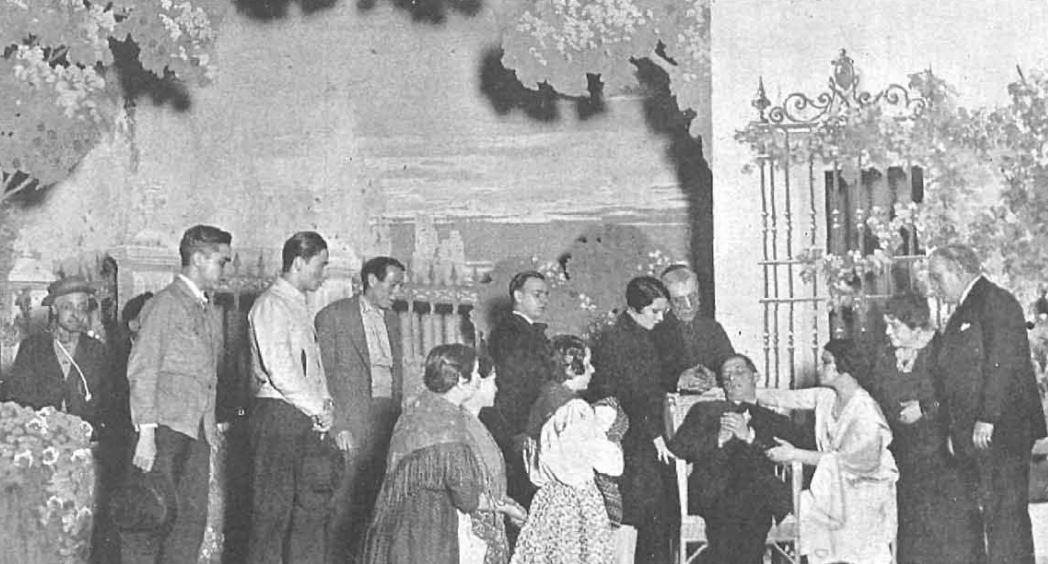
Escena de una representación de la obra en 1927

Juan de Maraña es una obra de teatro en tres actos y en verso, escrita por Manuel Machado y Antonio Machado que fue estrenada en 1927.

## Argumento
Revisión del mito de Don Juan con referencias al personaje histórico de Miguel Mañara. La perversa Elvira y la cándida y abnegada Beatriz se disputan el amor de Juan. La primera es ayudada por Mañara para escapar de la justicia por haber asesinado a su marido y termina por redimirse. Beatriz sigue el camino contrario: entrega su honra por pasión hacia Juan, al que termina asesinando para que no pertenezca a ninguna otra mujer.

## Estreno
- Teatro Reina Victoria, Madrid, 17 de marzo de 1927 .
  - Intérpretes: Pepita Díaz, Santiago Artigas, Sta. Blanch, Manuel Díaz.